# Валпургис фон Хенеберг-Шлойзинген
Валпургис фон Хенеберг-Шлойзинген (на немски: Walpurgis/Walburg zu Henneberg-Schleusingen; * 31 октомври 1516; † 16 април 1570, Кранихфелд) от Дом Хенеберг, е графиня от Хенеберг-Шлойзинген и чрез женитби графиня на Хоенлое-Вайкерсхайм-Шилингсфюрст и на Глайхен-Кранихфелд-Бланкенхайн.

## Произход
Тя е дъщеря (15-о дете) на граф Вилхелм IV фон Хенеберг-Шлойзинген (1478 – 1559) и съпругата му Анастасия фон Бранденбург (1478 – 1557), дъщеря на курфюрст Алберт III Ахилес фон Бранденбург от Хоенцолерните и втората му съпруга Анна Саксонска.

## Фамилия
Първи брак: на 18 или 19 ноември 1534 г. в Шлойзинген с граф Волфганг фон Хоенлое-Вайкерсхайм-Шилингсфюрст (* пр. 1509; † 24 декември 1545), син на граф Йохан фон Хоенлое-Шилингсфюрст-Вайкерсхайм († 1509) и Елизабет фон Лойхтенберг († 1516). Бракът е бездетен.
Втори брак: на 12 февруари 1548 г. с граф Карл III фон Глайхен-Бланкенхайн (* 1517; † 25 декември 1599), син на граф Лудвиг II фон Глайхен-Бланкенхайн († 1522) и Магдалена Ройс фон Плауен († 1521). Те имат децата:
- Катарина (* 21 декември 1548; † 9 февруари 1601), омъжена на 30 януари 1570 г. в Кранихфелд за граф Йохан Албрехт VI фон Мансфелд-Арнщайн (* 5 февруари 1522; † 8 юли 1586), вдовец на Магдалена фон Шварцбург-Бланкенбург († 1565), син на Ернст II фон Мансфелд-Фордерорт († 1531) и Доротея фон Золм-Лих († 1578)
- Волрад/Фолрад фон Глайхен-Бланкенхайн-Кранихфелд (* 4 март 1556; † 8 март 1627), женен на 27 ноември 1585 г. (развод 1596) за Доротея фон Ханау-Мюнценберг (* 1556; † 5 септември 1638), вдовица на Антон фон Ортенбург (* 5 септември 1550; † 23 май 1573), дъщеря на граф Филип III фон Ханау-Мюнценберг († 1561) и принцеса Хелена фон Пфалц-Зимерн († 1579)
- Магдалена († 3 ноември 1599), омъжена на 6 октомври 1579 в Шлойзинген за Вилхелм фон Хайдек (* 26 февруари 1544; † 21 ноември 1588), вдовец на фрайин Магдалена фон Болвайлер († 1575), син на Ханс V фон Хайдек (1500 – 1554) и Елизабет фон Раполтщайн (1523 – сл. 1563), дъщеря на Улрих фон Раполтщайн († 1531)
- Анастасия

Карл III фон Глайхен-Бланкенхайн се жени втори път 1571 г. или на 6 януари 1572 г. в Кранихфелд за Фелицитас фон Хоенлое-Валденбург (1538 – 1601).

## Галерия
- Герб на род Хенеберг
- Герб на род Хоенлое, от 1450 – 1480 г.
- Герб на род Глайхен